# Тенис
Тенис је спорт са рекетима који играју два играча (сингл) или два тима од по два играча (дубл). Играчи користе рекет за тенис да би пребацили лоптицу у противнички део терена преко мреже која се налази на средини терена. Почео је да се игра у Енглеској у 19. веку. Врло брзо је почео да се шири по земљама у којима се говори енглески језик, и то највише међу вишим сталежом. Тенис је данас Олимпијски спорт и играју га сви људи, независно од друштвеног статуса. Правила играња су иста још од 90-их година 19. века. Изузетак је увођење тај-брејка (енгл. tie-break = „прелом“ изједначења) 70-их година 20. века. Тенис је веома популаран спорт који прате милиони људи, а посебно четири Гренд слем турнира (Grand Slam Tournaments).

## Историја тениса
Грци и Римљани су имали игре лоптом, које су касније прихватили Французи. Једну игру су називали Jeu de Paume („же д пом”), што је претеча данашњег тениса. Неки стручњаци сматрају да је ова игра поникла у Египту и Персији, а да се играла и код Арапа, пре Карла Великог. Око 1300. године била је такође позната под именом la bud, а у току 14. века играла се у целој Француској. Луј  је умро од назеба, који је добио играјући ову игру. За тенис се каже да је краљевска игра, јер су француски и енглески краљеви показивали велико интересовање за ову игру.
У Француској се сматрало да је Анри II Валоа најбољи играч тениса, а касније је Луј  имао стално особље, које се бринуло о његовим тениским игралиштима.
Тенис, као име игре први пут се јавља у књизи објављеној 1400. године. Енглески краљ Хенри VIII саградио је 1529. године у Хамптон Корту своје тениско игралиште, на коме се и данас игра тенис. Ту првобитну верзију тениса многи називају реални тенис. Израз тенис потиче од француског глагола tenir (императив, мн.) што значи „држите”, односно средњоенглеског појма tenes тј. tenetz.
Многи тениски историчари сматрају да модерни тенис потиче из периода између 1859. и 1865. године, када су Хари Џем и Аугурио Перера изумили нову игру с рекетима, која је знатно наликовала бадминтону. Они су 1872, с двојицом колега, основали први тениски клуб у свету, док се први тениски турнир спомиње 23. јула 1884. у Шрабланд Холу.
Модерни тенис потиче из Велике Британије, још из касног 19. века. Носио је првобитни назив lawn tennis, што би означавало „тенис на  травњаку”. Убрзо је стекао велику популарност у Европи, а касније и у целом свету. Тенис је олимпијски спорт и играју га и млађе и старије генерације. Правила тениса нису битно измијењена још од касних 1890-их. Једине две значајне измене догодиле су се након 1970. године. Прихваћено је ново правило (tie breaker) за одређивање победника сета, те нова технологија која омогућава играчима да опозову судијску одлуку (challenge) и прегледају поновљени снимак кретања лоптице на терену, уколико сматрају да је ударац био исправан. Тенис многи прате уживо или путем телевизије и других медија. Највише посећени а уједно и најпрестижнији тениски турнири су Гранд Слам турнири, које чине отворена првенства: Аустралије (Australian Open), Француске (French Open или Roland Garros), Велике Британије (Вимблдон) и Сједињених Америчких Држава (US Open).
У САД тенис је дошао преко Бермуда 70-их година 19. века. У Босни и Херцеговини тенис се почео играти после 1885. године, у оквиру ентузијаста. Док су први тениски терени изграђени на Хан Пијеску 1921. године у склопу резиденције Карађорђевића, и они су представљали прве тениске терене у Краљевини Југославији. Комерцијалним притиском на тенисере, почела је Опен ера у тенису, која траје од 1968. године па до данас. Опен ера је назив за нови период тениса, у којем се сви добри играчи могу такмичити на светским турнирима и у којем се најбољи светски играчи професионално баве овим спортом. Тенисери и тенисерке, који се одлуче за професионалну каријеру, потписују уговоре са спонзорима који им омогућавају многе бенефиције.

## Опрема

### Рекет
Рекети су тениски реквизити направљени од тврдих материјала попут пластике и метала (алуминијум, жељезо или разне металне легуре). Некада су се рекети правили и од дрвета, међутим они су подложни брзом ломљењу и зато су избачени из употребе. Рекет се састоји од рама рекета, мреже (string), која је направљена од специјалних еластичних материјала, те од дршке. Рекети се најчешће деле према тврдоћи, еластичности и према величини, која подразумијева величину мреже мерену у инчима или милиметрима.

### Лопта
Лопта за тенис је израђена од специјалних материјала. Пречник лопте је приближно 6,7 cm. Око 85% масе лоптице чини хемијски обрађена гума. Површина лопте израђена је од посебних вунених влакана – филца. Филц се делимично испарава, те настају длачице на тканини, које смањују отпор ветра, брзину и одскок лопте. Лопте су обично жуте боје.

## Игра
Тенис играју: две особе (једна против друге) (сингл меч) или у мушкој или женској конкуренцији, мушки парови (један пар против другог), женски парови (један пар против другог) или мешовити парови (један мушко-женски пар против другог). Ретко се игра само један меч већ се најчешће игра на турнирима.

### Терен
Тенис се игра на равној правоугаоној површини, најчешће на трави, шљаци или бетону. Терен је 23,77 m дугачак, 8,23 m широк када се игра сингл, а 10,97 m широк када се игра дубл. Додатни простор је потребан како би играчи могли да стигну „дуге лопте“. Мрежа је разапета целом ширином терена, постављена је паралелно са основном линијом и дели терен на два једнака дела. Мрежа је 1,07 m висока код стубића који је држе, а 914 mm висока на центру терена.

### Врсте терена
Постоје три главне врсте терена. Од материјала који се користи за површину терена зависи и брзина и одскок лоптице, што заузврат утиче на квалитет игре сваког играча. Три најчешће врсте терена су:
- Земљани терен,
- Травнати терен и
- Терен са тврдом подлогом.

Неки играчи играју много боље на једној површини, а лошије на другој и по томе постају познати као „стручњаци за травнати терен“ или „стручњаци за земљани терен“.
Терени са тврдом подлогом обухватају различите површине и могу бити бетонске, асфалтне, дрвене (какве се налазе у спортским халама) или прекривене вештачком травом.
Терени прекривени шљаком се сматрају „спорим“ теренима, јер на њима лоптица прво изгуби брзину приликом удара у терен, а затим одскочи релативно високо. Играчима је због тога теже да врате „неповратне“ ударце који се зову винери (winner). На овим теренима је лако проверити где је лоптица ударила (да ли је ударила линију или поред линије) јер оставља лако видљив траг од ударца.
Тврде подлоге и травнати терени спадају у „брзе“ терене. На овим теренима лоптица приликом удара у терен губи мало брзине и не одскаче високо, тако да је размена удараца између играча кратка. Играчи који јако ударају и сервирају имају предност на овим теренима. Травнати терени уносе још једну варијаблу у игру. Одскок лоптице зависи од квалитета траве и од тога када је трава последњи пут подшишана.
На Гренд Слем турнирима се игра на различитим теренима: Отворено првенство САД (U.S. Open) и Отворено првенство Аустралије (Australian Open) се играју на тврдим подлогама, Отворено првенство Француске (French Open) се игра на земљаним теренима, а на Вимблдону (Wimbledon) се игра на трави.

### Правила игре
Играчи (или тимови играча у дубл конкуренцији) започињу меч заузевши места један на једној, а други на другој страни мреже. Затим се, у сингл конкуренцији, одређује ко ће од двојице играча сервирати први, а ко ће бити примач сервиса. У дубл конкуренцији (конкуренцији парова) такмиче се пар против пара. Један пар представља један тим. Прво се одређује који ће од два тима који се међусобно такмиче, сервирати. Затим се одлучује ко ће од двојице играча једног тима играти на месту сервисера, а ко на месту примача (сервиса).
При сервирању лоптице, играч стоји изван основне линије, тачније око тачке пресека основне линије средишњом. Примач може да заузме своју позицију за пријем сервиса где год он то жели на својој половини терена. Уобичајено место пријема сервиса је око сервисног бокса. Једна половина терена је подељена на још две, предњу и задњу половину. Предња половина је линијом раздељена на још два дела. Та два дела представљају сервисни бокс (место које лоптица мора да погоди након сервиса). Коју од две половине сервисног бокса лоптица мора да погоди, зависи од стране са које играч сервира. Сервисер сервира лоптицу по принципу дијагонале, што значи да ако заузме позицију десно од централне линије, мора да сервира у леви бокс на супротној страни мреже и обрнуто. Након једног поена, сервисер мора да сервира са супротне стране у односу на коју је сервирао претходни пут. Ова врста ротације траје током читавог меча. Када примач заузме одговарајућу позицију и да знак да је спреман, сервисер ће сервирати.
Приликом сервирања, играч има право да сервира два пута, са тиме што је други сервис дозвољен само уколико је први покушај неуспео из неких разлога. Ако сервис и после другог покушаја није добар, сервисер губи поен (правило дупле сервис грешке, које се популарно назива дабл фолт). Сервис је добар, уколико је (из првог или другог покушаја) убачен на праву страну сервисног бокса а да лоптица није додирнула мрежу. Уколико је лоптица додирнула мрежу, овај сервис је нет сервис, и он се не рачуна у грешку, већ се понавља.
Након правилно одсервиране лоптице, креће права игра. Након што се лоптица једанпут одбије од поља, примач је рекетом удара и пребацује преко мреже у супротни део терена. На овај ударац узвраћа и играч са супротне стране мреже (сервисер), који понавља исто. Пребацивање лоптице са једне на другу страну мреже траје све док један од играча не начини грешку, пошаље лоптицу у аут или не успе да пребаци мрежу. Када један од играча направи овакву неизнуђену грешку, други играч осваја поен. Играч осваја поен и уколико лоптица двапут одскочи на супротној страни мреже.

### Ударци
Главни ударци које тенисери најчешће користе су: сервис, forehand, backhand и drop shot.
Други ударци у тенису су: return, smash, pasing shot, lob, , , , slice, cross, longline, ace.

#### Сервис
Сервис је ударац којим тенисери започињу поен. При сервису, играч стоји пред основном линијом, баца лопту у вис, и при силазној путањи, удара рекетом и шаље је у поље (ограничено Т-линијом и бочном линијом) преко мреже. Лопта је регуларна уколико уђе у назначено поље или ако додирне саму бочну линију или Т-линију. У свим осталим случајевима, лопта се узима за неважећу, те се сервис понавља. Након сваког добијеног поена, играч сервира лопту (једанпут с десне, други пут с леве стране терена), све док не освоји један гем. Играчи сервирају лоптицу наизменично након сваког одиграног гема. Постоји више верзија сервиса, али уобичајено се разликује сервис испод и изнад руке. Сервис изнад руке је доминантан облик сервирања лоптице. Многи тенисери, при сервису, троше пуно енергије, како би скратили поене. При врло снажном и брзом сервису, противнички играч не може вратити лопту у терен, те играч који сервира осваја брзи поен. Servis winner је поен који добија играч након самог сервиса, тј. када лопту супротни играч не успе да врати преко мреже. Ако супротни играч није успео да стигне да узврати ударац на сервис противника, каже се да је његов противнички играч добио ас (енгл.: ace).

#### 
За десноруког играча forehand представља ударац десном руком, и то замахом рекета који иде од десне према левој страни тела, тако да је длан десне руке окренут лицем према лопти. За леворуке играче вреди супротно. Већина тенисера користи једноручни forehand. Међутим, неки играчи користе и дворучни forehand (ретко). Forehand је снажан ударац, који се изводи изван поља за сервис, мада то није правило. При дугој размени удараца, forehand заједно са backhandom представља главне ударце.
Backhand за десноруке тенисере представља ударац замахом рекета од лијеве према десној страни тела, тако да је длан десне руке окренут према телу, а не према лопти. Backhand је иначе ударац који се теже изводи од forehand ударца. Коd backhand ударца постоји једноручна и дворучна варијанта. Неки тенисери користе се само једноручним или само дворучним backhand ударцем, мада има и оних који знају да користе и један и други. Због притиска (напрезање мишића и лакта) који узрокује замах рекета при backhand ударцу, више играча се користи објема рукама, и углавном је дворучни backhand снажнији и бржи ударац. Неки тенисери избјегавају backhand ударце (због напрезања), те форсирају forehand. Неправилно и дуготрајно излагање лакта при backhand ударцу, доводи код тенисера до озбиљне деформације зглоба руке или лакта ( тениски лакат), те је потребно опрезно приступати исправном држању рекета, како не би дошло до нежељених ефеката.
Drop shot представља ударац којим се лопти скраћује путања тако да она из положаја forehand ударца, добије још више спина, и прави једну врсту лука падајући непосредно поред мреже. Овај ударац често користе играчи како би „преварили“ противничке играче који очекују нпр. forehand или backhand, те у том случају неретко нису у стању да стигну скраћену лопту.

#### Остали ударци
Од осталих удараца највише се користе slice, volley, lob, pasing shot и smash.
- је ударац који се обично изводи поред мреже, и то лаганим замахом рекета у смјеру према доле. Volley је брз ударац и обично се користи за скраћивање лоптица.
- је ударац који се изводи на сличан начин као и volley, с тим што су лопте које се врате slice ударцем обично спорије и имају више спина. Слице се обично изводи са средине терена или са основне линије.
- је термин за ударац којим лопта заобилази (или пролази поред) противничког играча који стоји на мрежи и покушава (безуспјешно) да скрати лопту.
- је ударац где лопта прескаче противничког играча и пада у терен иза његових леђа.
- је један од најјачих удараца којим се лопта скида у ваздуху, и удара о противничку половину терена. Иначе, smash и већина других удараца (volley, pasing shot, slice и др.) изводе се пре него што лопта одскочи од подлоге.

### Бодовање
Тениски меч је издељен на сетове. Један сет се састоји од неколико гемова, а један гем од неколико поена.
Победник меча је онај играч, који освоји више од пола сетова. Када се овај захтев испуни, меч је готов. Неке утакмице се састоје из пет сетова, и тада је победник онај играч или играчица који освоји три сета. Но, већина утакмица се одигравају у три сета, и тада је победник онај ко први освоји два сета.
Један сет се састоји од одређеног броја гемова и завршава се када број освојених гемова испуни одређени критеријум. Након једног освојеног гема, мења се сервисер. Уобичајено, играч добија сет уколико је освојио најмање шест гемова и то са најмање два гема разлике у односу на противника. Међутим најчешће, уколико је резултат нерешен, односно када оба играча имају по шест освојених гемова, одиграва се одлучујући тај-брејк. Тај-брејк омогућава неком од играча да освоји још један, последњи гем (седми), како би се сет завршио при коначном резултату од 7-6.
Један гем се састоји од серије поена одиграних за време сервирања једног играча. Гем осваја први играч који узима четири поена и има вођство од најмање два поена у односу на свог противника. Пребројавање освојених поена је карактеристично за тенис. Поени од један до три имају специфичне ознаке: 0-0, 1-15, 2-30, 3-40. У случају када су оба играча освојила по најмање три поена, дакле при резултату од 40-40, наступа дјус („deuce“), и означен је са великим штампаним латиничним словима ДУ на семафору. Дакле, када обе стране имају по три освојена поена, и када један играч има предност од једног поена, тај играч који води има предност („advantage“-предност), и на семафору пише АД поред резултата тог играча. У оваквом случају, гем осваја онај играч који након освојене предности веже још један поен.
Меч лопта се у тениском мечу јавља само када играчу који има предност је потребан још један поен, како би освојио меч. Уколико је овај меч финални меч неког турнира, меч лопта се назива још и „championship ball“ (лопта турнира). Уколико играч који има сервис нпр. има вођство од 40-0, имаће три гем лопте, или у зависности од резултата меч или сет лопте.
Брејк или „break point“, се јавља уколико примач сервиса има прилику да освоји гем, а не сервисер. Брејк прилике су веома битне у професионалном тенису, јер играчи из Топ 10, ретко губе свој сервис. Може се догодити да примач има више од једне шансе за брејк. Нпр, уколико је резултат 15-40, примач има две брејк лопте, и уколико освоји једну од те две прилике он прави брејк, и узима гем на противников сервис.
Две године пре "Open Era", 1955. и 1956, Про Шампионат САД у Кливленду, је игран по Ван Аленовим системом бодовања (ВАСС-VASS "Van Alen Streamlined Scoring System"), које је измислио сам Џејмс Ван Ален, који је касније измислио и тај-брејк. Систем бодовања је био исти као у стоном тенису, са сетовима играним до 21. поена и мењањем сервера на сваких 5 поена, без могућности сервирања двапут. Ова правила су делимично била успостављена како би ограничила ефективност моћног сервиса тадашњег броја 1 Панча Гонзалеза. Али и поред нових правила, Гонзалес је победио Панча Сегуру, у оба финала. Иако се 1955. е меч играо до 5. сета, Гонзалезу је требало само 47 минута да победи. Навијачи и љубитељи тениса су ипак више волели стара правила, те је 1957. турнир игран по традиционалним правилима.

#### Историјски корени бодовања
Сматра се да је игра дланом (фр. jeu de paume) (у литератури на нашем језику користи се и назив лоптање) претеча модерног тениса и свих спортова у којима се користи рекет. Игра дланом представља игру лоптом и има безмало хиљадугодишњу традицију. Првобитно се играла голом шаком или навученом кожном рукавицом, да би затим постала игра рекетима. Игру је у 15. веку из Француске у Енглеску пренео војвода од Орлеана. Тенис је и настао тако што је игра дланом почетком 19. века прилагођена игрању на трави.
Чудноват систем бодовања у тенису такође води порекло од игре дланом. Такав начин бројања — у коме је петнаест множеник — долази нам из ове игре, проистекле право из средњег века када је број 60 био најраширенији нумерички симбол. У то доба, време (60 минута) и новац (један златник је вредео 15 суа, а основна новчана јединица износила 60 суа) бројали су се на тај начин. Зато данас више не знамо да ли је по угледу на бројке часовника или на новац, у који се масовно кладило — узгред буди речено, игре дланом су називане кладионицама, тј. „јазбинама“ — почело да се броји 15, 30, 45 и гем. Не зна се поуздано ни зашто је број 45 уступио место броју 40 у бодовању. Неки верују да је ту једноставно реч о скраћеници, која је честом употребом постала правило. Будући да су људи лењи по природи, било је краће изговорити 40. Ово је оспоравана хипотеза, али и једина која постоји.
Израз „ђус“ би по тој хипотези био културна позајмљеница из подударног система игре дланом. Када би дошло до изједначења, судија би узвикнуо „à deux“, што је значило да су играчи били на два поена (узастопна) од освајања гема. Тај израз „à deux“ које су погрешно изговарали говорници енглеског језика попримио је искривљену форму „deuce“. Израз је коришћен од средњег века у игри дланом.

### Судије, делегати и помоћно особље
На професионалним тениским мечевима, са једне стране мреже је постављено постоље које држи некакву столицу. Та столица је узвишена у односу на терен и на њој седи главни судија (umpire). Он је главни током целог меча и једино одлуке које он донесе су исправне. Приликом несугласица, он је тај који одлучује ко је у праву. Главног судију потпомажу линијске судије, које утврђују да ли је лоптица ушла у терен или не; затим судија који процењује да ли је лоптица дотакла мрежицу приликом сервирања или не итд. На неким већим турнирима, играчима је дозвољено да траже челенџ (challenge), и тиме провере судијску одлуку, међутим тражење челенџа је бројчано ограничено.
Сакупљачи лоптица су обично дечаци или девојчице. Њихова целокупна улога је да само сакупљају лоптице на терену, додају их играчима, доносе им њихове флашице и пешкире. Од пре неколико година, уведено је ново правило, а то је да на завршном турниру сезоне, сакупљачи лоптица не буду деца, већ познати манекени и манекенке. У мушкој категорији, сакупљачи лоптица би биле манекенке, а у женској манекени. Међутим, ово правило још није сасвим заживело.

### Разно
У тенису се све одиграва брзо и повезано, тако да је добра физичка спремност и издржљивост веома битан фактор. У већини случајева, мора се сервирати не дуже од 20 секунди након завршетка претходног поена. Када се мењају стране терена, ово ограничење износи 90 секунди, а 120 секунди износи након завршетка једног сета. Прекид меча је једино могућ уколико дође до промене климатских услова (нпр почне пљусак), затим оштећења опреме тенисера и др.
Тениске лоптице се јако брзо оштете, те се због тога мењају на сваких девет гемова. Прва оваква промена се врши након седам гемова, јер се те исте лоптице користе и приликом загревања тенисера. Уколико дође до наглих временских промене и то доведе до прекида меча на дуже, ново загревање тенисера се одиграва са новим сетом лоптица, али се меч наставља са оним лоптицама којим је игран меч до момента прекида.
Инвалиди су такође пуноправни чланови тениских савеза широм света. Њима је, као и свим осталим такмичарима омогућено такмичење на свим нивоима. Тенисом се могу бавити радно способни инвалиди, али и они којима су потребна инвалидска колица при кретању. Управо по њима се и зове ова категорија тениса "wheelchair". Једино додатно олакшање које инвалиди-тенисери имају је што им је дозвољено још једно, додатно одскакање лоптице у терену, али ово правило важи само за инвалиде у колицима. Оно ствара још једну додатну категорију, а то је мешовита конкуренција инвалида, у којој један пар чине инвалид у колицима и радно-способни инвалид.
Постоји још једна категорија у тенису, додуше неформална. То је канадски дубл односно амерички дубл, како се назива широм Аустралије и Канаде. Њега сачињавају три играча, тако да један дубл пар игра против једног играча. За овог самог играча важе нормална правила која и иначе важе у овој категорији тениса, а за дубл пар важе правила дубл категорије. Критеријум бодовања је нормалан. Оваква категорија није званично призната, али се примењује када приликом дубл такмичења када дође до повреде код неких парова.
Поред ових, постоје и аустралијски дубл. Према овом дублу, један пар стоји на истој страни терена, тако да је један играч на мрежи а други на пријему. Након почетка поена, примач се помера на слободно место на мрежи, а други прелази на следеће слободно место и тако у круг. Оваква игра је добра за вежбање игре на мрежи.